# Lugulu
Lugulu ist ein Verwaltungsbezirk (Ward) des Distrikts Same in der tansanischen Region Kilimandscharo.

## Geografie
Lugulu liegt im Nordosten von Tansania, im Osten des Südlichen Pare-Gebirges. Der Großteil der Bevölkerung lebt in einem Tal zwischen 1100 und 1300 Meter Seehöhe. Nach Osten fällt das Land steil auf 600 Meter ab, nach Westen steigt es zu bewaldeten Höhen auf 2000 Meter an.
Der Bezirk grenzt im Norden an Mtii, im Osten an Maore und Ndungu, im Süden an Myamba und im Westen an Mpinji. Bei der Volkszählung 2022 lebten 6449 Menschen in 1539 Haushalten auf einer Fläche von 35,6 Quadratkilometern.

## Gliederung
Der Bezirk besteht aus drei Gemeinden (Mtaa) mit zehn Orten (Kitongoji):
| Lugulu - Lugulu - Mkondogwe - Masheni - Ramu | Kanza - Vuda - Kanza Juu - Mlalo | Vumba - Vumba - Kalemane - Kigone |

## Wirtschaft und Infrastruktur
- Bildung: Im Bezirk liegt eine staatliche weiterführende Schule, die Mädchen und Burschen bis zur 4. Stufe ausbildet. Sie wurde im Jahr 2023 von weniger als 100 Schülern besucht.[8]
- Gesundheit: In den Gemeinden Lugulu und Kanza gibt es je eine staatliche Apotheke.[9][10]